# Stefania Minardo
Stefania Minardo (Roma, 20 marzo 1955) è una ballerina e coreografa italiana.

## Biografia

### Formazione
Dopo essersi diplomata alla scuola del Teatro dell'Opera di Roma nel 1973, diretta all'epoca dalla maestra Attilia Radice, si è perfezionata nelle più importanti scuole del mondo;

ha studiato a Cannes con Rosella Hightower, a New York, con una borsa di studio, presso la scuola dell'American Ballet e ancora a Montreal, Londra, Parigi e a Mosca (dove partecipò come unica rappresentante italiana al Concorso Internazionale di Balletto nel 1977, ottenendo un grandissimo successo).

Si è perfezionata nello stile classico della grande scuola russa e inoltre ha studiato danza moderna, jazz e mimica, con grandi maestri come Matt Mattox, Luigi e Adam Darius.

### Gli anni Novanta
Parallelamente alla sua carriera al Teatro dell'Opera, a partire dagli anni novanta nasce una stretta collaborazione con il grande coreografo Vittorio Biagi, direttore della Compagnia Danza Prospettiva.

Stefania Minardo interpreta importanti ruoli nei suoi balletti, come: "Don Giovanni", "Rossini", "Racconti con Conte", "Omaggio a Miles Davis", "Après midi d'un faune", "Vita d'eroe", "Eurotango", "La Traviata" nel balletto "Verdi in libertà", "Recordare", "Salomè" e il Passo a due "Tra sogno e realtà" (creato per lei e Guido Pistoni dal maestro Biagi).

Assieme alla compagnia Danza Prospettiva, ha partecipato a tutte le tournée all'estero: Stati Uniti, Brasile, Germania, Parigi, Barcellona ecc.

Grazie a Vittori Biagi si è perfezionata nella tecnica classico-moderno.
Ha realizzato come coreografa diversi balletti per Danza Prospettiva come: "Agathe" con musica di Brahms, "Nassirya" con musica di Mahler, "Occhi neri" con musiche tzigane, "Etius Mozart" con musica di Mozart.
Stefania Minardo svolge anche un ruolo di assistente e maitre de ballet con la compagnia Danza Prospettiva.

Negli ultimi anni è maestra di danza classica, sia livello scolastico che professionale.

## Spettacoli (selezione)
- 1982 Danzatrice protagonista nel film "Il vento e l'amore" G. Manzù
- 1983 étoile al Teatro Verdi di Trieste in "Lago dei cigni" e "L'apres midi d'un faune"
- 1986 interprete in "Coppelia" con Raffaele Paganini, Terme di Caracalla
- 1986 "Coppelia" guest del Milwaukee Ballet USA
- 1987 Galà internazionale a Rio de Janeiro
- 1987 "Ciaikovsky pas de deux" con Raffaele Paganini Teatro dell'Opera Roma
- 1988 "Corsaire" e "Ciaikovsky pas de deux", Festival di Cuba
- 1988 interprete ne "La Strada", Teatro dell'Opera
- 1989 "Cenerentola" con Luigi Martelletta, Teatro dell'Opera
- 1990 "Lago dei cigni" con Andris Liepa, Teatro dell'Opera
- 1990 "Lago dei cigni" con Raffaele Paganini, Teatro dell'Opera
- 1993 "La strada", Terme di Caracalla

Stefania Minardo è stata inoltre protagonista in "Giselle", "Bella Addormentata", "Don Chisciotte", "Allegro brillante" ed altri.

## Premi
- 1982 Premio "Il gonfalone d'oro"
- 1986 Premio "La navicella" Rai 1
- 1986 Premio "Peppino de Filippo"